# Neugartheim-Ittlenheim
Neugartheim-Ittlenheim è un comune francese di 797 abitanti situato nel dipartimento del Basso Reno nella regione del Grand Est.

## Società

### Evoluzione demografica
Abitanti censiti